# Ditongação
Ditongação é um metaplasmo que consiste em transformar uma vogal em um ditongo, são pronúncias que estão em desacordo com a ortografia brasileira ou com uma linguagem Padrão de Comunicação, alguns exemplos de ditongação em pronuncias como: aliáis, eficaiz, trêis, cartaiz, vocêis, traiz, gáis, arroiz, Jesuis. Consiste ainda na junção de palavras na formação de uma só sílaba métrica, quando uma palavra termina com uma vogal átona e a palavra seguinte inicia com uma outra vogal átona.